# لوسی هیل
لوسی هِیْل (به انگلیسی: Lucy Hale) بازیگر و خواننده آمریکایی زاده ۱۴ ژوئن ۱۹۸۹ میلادی در شهر ممفیس در ایالات تنسی آمریکا است. در سال ۲۰۰۵ او بر روی بازیگری تمرکز کرد و با بازی در سریال دروغگوهای کوچک زیبا معروفیت بیشتر به دست آورد. همیشه او در رؤیای ستاره شدن به عنوان یک خواننده معروف، بود. اولین نقطه عطف او در سال ۲۰۰۳ به عنوان یکی از پنج برندهٔ برنامه تلویزیونی امریکن جونیورز انتخاب شد که بخش تفکیک شده‌ای از امریکن آیدل برای کودکان است.
او در حال حاضر به عنوان شخصیت اصلی نمایش شبکه CW در حبس ابد بازی می‌کند و در دو فیلم در سال ۲۰۱۸ ایفای نقش می‌کند: فیلم ترسناک «حقیقت یا شهامت» و فیلم «داد» در نتفلیکس.

## فیلم و گسترده هنری

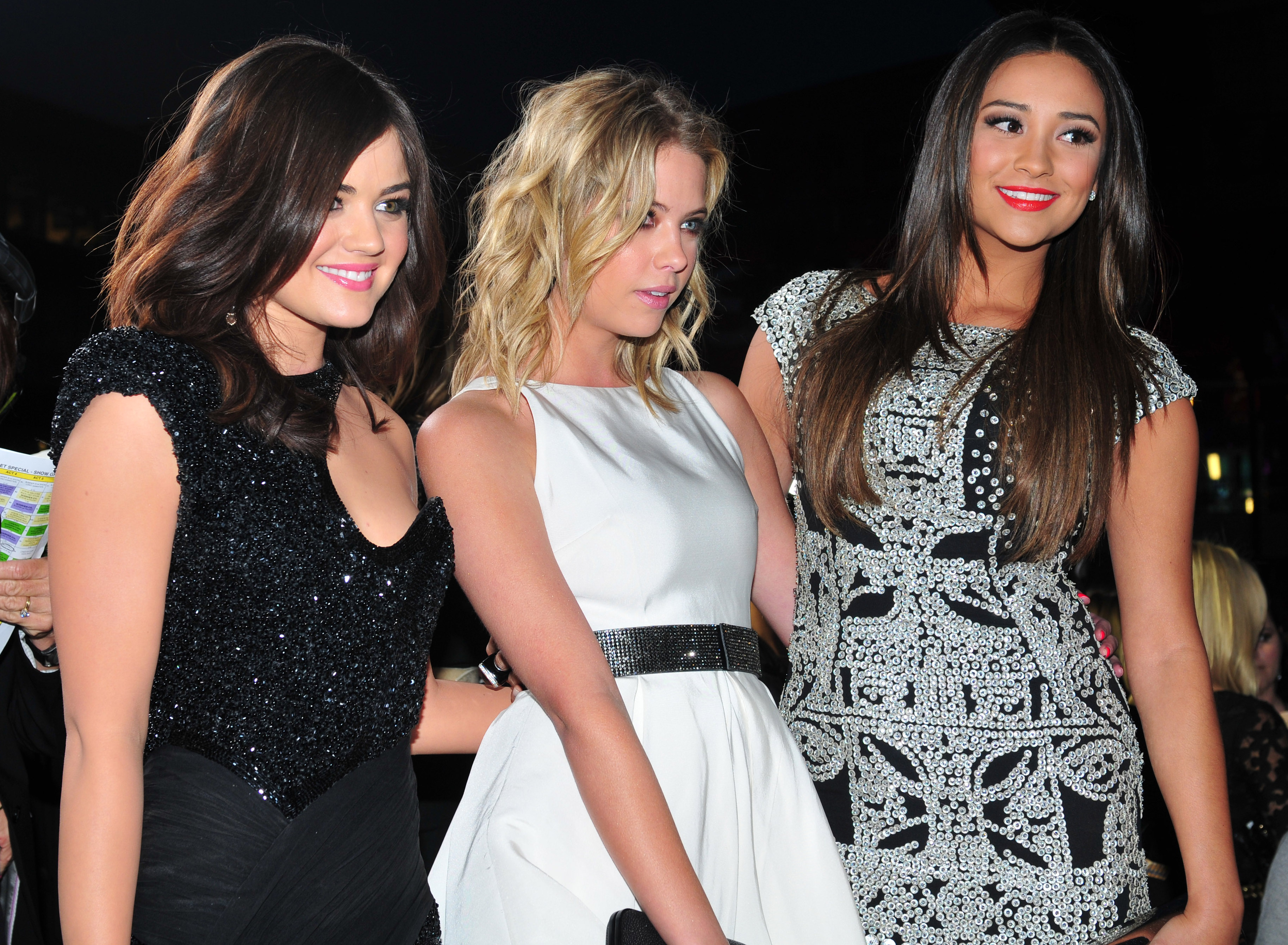
شای میتچل، اشلی بنسون و لوسی هیل در جوایز برگزیده مردم

در سال ۲۰۰۸ لوسی هیل نخستین فیلم خود را در "سفر آرزوها ۲" در نقش الیف که خواهر کوچکتر کاراکتر الکسیس بلودل، لنا کالگاریس، بود را بازی کرد. در سال ۲۰۱۱ او در "جیغ ۴ "حضور داشت. در ۲۰۱۸ به ژانر وحشت بازگشت. این بار در فیلم "حقیقت یا شهامت" ایفای نقش کرد. این فیلمی ترسناک از مؤسسه تولید فیلم لولم هویس بر یک گروه از دوستان متمرکز است که در دورهٔ انتهایی قبل از فراغت از تحصیل به سمت مرز جنوبی می‌روند. دوست پسر شخصیت لوسی هیل، اولویا، گروه را به یک بازی به ظاهر عادی و بی‌ضرر دعوت می‌کند اما پس از آن مرگ افراد شروع می‌شود.
«داد» که در نتفلیکس در ۲۰ آوریل ۲۰۱۸ منتشر شد، یک کمدی است که داستان فیلم بر روی ۴ دوست دختر دبیرستانی که توسط کاتریم پرسکات، الکساندرا شپ، هوکیفیتا و هیل بازی می‌شوند، متمرکز شده‌است. نقش «لیلی» بازی شده توسط لوسی هیل یک شخصیت نوعَ A است و کمی عجیب غریب است. مرگ زنجیرهٔ دوستی برخلاف کمدی‌های عجیب غریب در مورد بیچارگی دختران نوجوان روی می‌دهد.

### برنامه‌های تلویزیونی

#### دروغگوهای کوچک زیبا

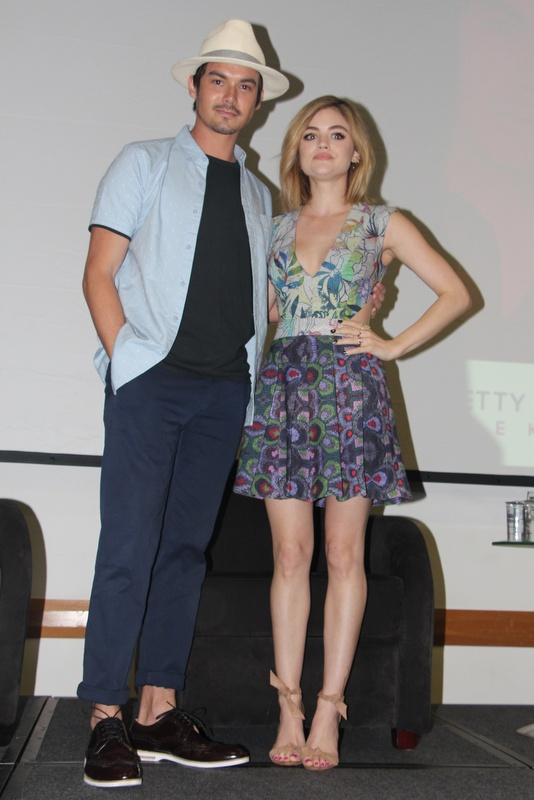
هیل و تایلر بلک‌برن

بر اساس مجموعه کتاب‌های سارا شپرد با همین نام ساخته شد، دروغگوهای کوچک زیبا سریال تلویزیونی رازآلود است که در سال ۲۰۱۰ در شبکه ABC Family (در حال حاضر Freeform) عرضه شد. این نمایش بر گروهی از دوستان دبیرستانی که خیلی دوستانه در رزوود پتسیلوانیا زندگی می‌کنند، متمرکز است که رهبر گروه در شبی که همه خواب بودند ناپدید می‌شود. لوسی هیل به عنوان یکی از شخصیت‌های برجسته، آریا مونتگومری، چندین جایزه برای بازیش، از جمله جایزه نوجوان منتخب برای چهار سال مختلف برنده شد. این سریال محبوب به یک سریال زنجیره ای تبدیل شد و ۷ فصل از آن تا فصل پایانی در ۲۰۱۷ ساخته شد. لوسی هیل و دیگر ستارگان سریال در حین ادامه نمایش این سریال به بزرگسالی رسیدند.

#### حبس ابد
نقش تلویزیونی اخیر لوسی هیل در نقش استلا ابوت در درام تلویزیونی شبکه CW به نام حبس ابد، که یک زن نابارور است که به‌طور اتفاقی می‌فهمد که کاملاً سالم است، است. هیل می‌گوید این شخصیت احتمالاً مثبت‌ترین نقش اوست که تا به حال بازی کرده‌است که به‌طور مخصوص برای او طراحی شده‌است. در مصاحبه با یک مجله، او بیان می‌کند که " فیلم سازان (ارین کاردیلو و ریجارد کیت) چندبار با من ملاقات کردند تا احساسی از چگونگی صحبت و رفتار کردن من بدست بیاورند و شخصیت را پیرامون من ایجاد کنند." او می‌گوید: " این کار بزرگی است اما من دوست دارم وزن جهان را بر روی شانه هام بگذارم. "
دیگر نقش‌های تلویزیونی:

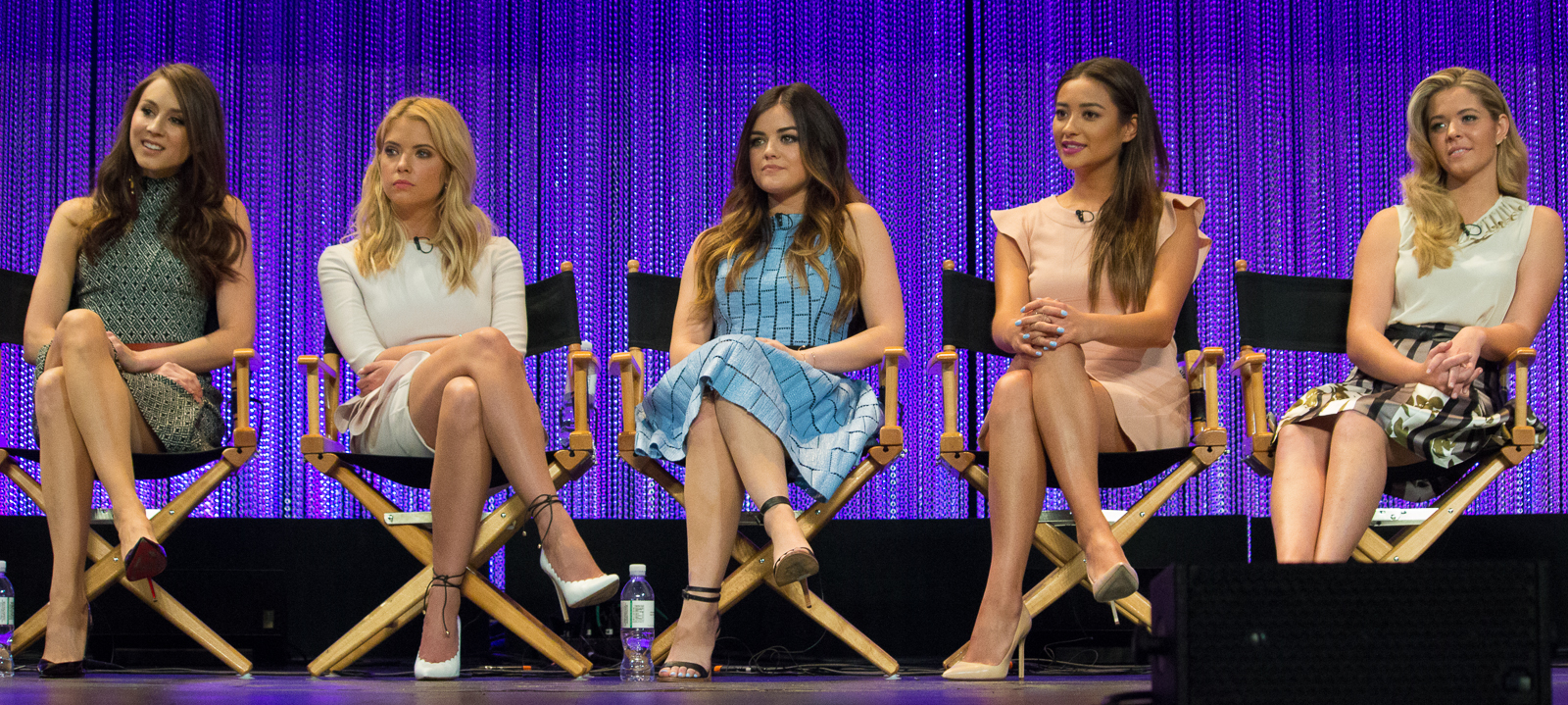
بازیگران دروغ‌گوهای کوچک زیبا، از راست به چپ: ساشا پیترسه، شای میتچل، لوسی هیل، اشلی بنسون و ترویان بلیزاریو

لوسی هیل در چندین نمایش تلویزیونی محبوب به عنوان ستاره میهمان ایفای نقش کرد، از جمله آنها می‌توان به جادوگر محله ویورلی، چگونه مادرت را ملاقات کردم، سی اس آی میامی اشاره کرد. نخستین ایفای نقش او در سال ۲۰۰۷ بود وقتی که در غالب نقشی محدود در سریال «زن بیونیک» به عنوان خواهر کوچکتر شخصیت جیم سامر بازی کرد. سال بعد او نقش اصلی رز بیکر را در یک فیلم کمدی از شبکه CW بازی کرد که پس از یک فصل پایان یافت.

### موسیقی
لوسی هیل فعالیت حرفه ای خود را در ۱۴ سالگی در یک گروه آواز در برنامه امریکن جونیورز، که بخش تفکیک شده‌ای از امریکن آیدل برای کودکان است شروع کرد. در ماه ژوئن ۲۰۱۲ هیل با هالیورد ریکورد قراردادی برای ضبط آهنگ منتشر کرد. اولین آلبوم خود را، تحت عنوان در میان راه، در سال ۲۰۱۴ منتشر کرد و سپس تک آهنگ‌های «صدایت برای من خوش است» و «یه کم بهتر دروغ بگو» را منتشر نمود. او اغلب اظهار دارد که موسیقی اولین عشق او است و با این که در کار خود پرمشغله است اما همیشه حرفه ای کار می‌کند.

## زندگی شخصی

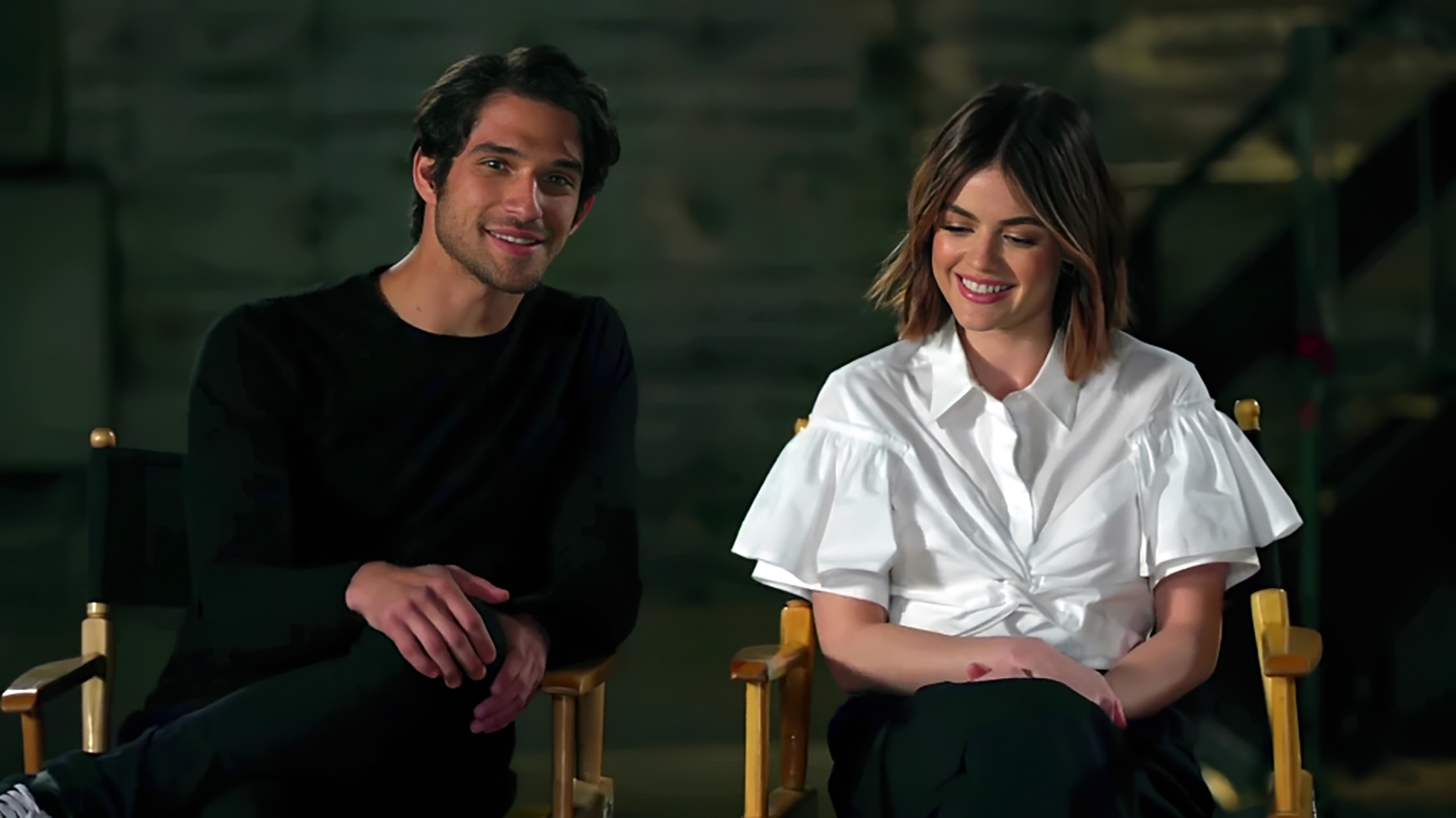
هیل و تایلر پوزی

لوسی هیل در سال ۲۰۱۸ ارزش خالص اموالش را ۶ میلیون دلار گزارش داد. وی زنی مجرد است و تا کنون پیشنهادها بسیاری از طرف افراد سرشناس را رد کرده‌است و به گفته خود منتظر کسی است که آرزوهایش را کامل کند و واقعاً شریک زندگی خود باشد.

## فیلم‌ها
- دروغ‌گوهای کوچک زیبا
- خواهری از سفر آرزوها ۲
- جرأت یا حقیقت
- درمانگاه خصوصی
- سی اس آی: میامی
- آشنایی با مادر
- جیغ ۴
- رفیق
- زن بیونیک
- جادوگران محله ویورلی
- یک داستان سیندرلایی: روزی روزگاری یک آهنگ
- چی مرا به سوی تو می‌آورد
- دختری زیبا مثل تو
- عشق توله سگی